# Éric Drouet
Éric Drouet (1985) és un xofer francès de transport terrestre i un dels principals representants del moviment de les armilles grogues, que és un moviment de protesta que va començar a França el 17 de novembre de 2018. El 2019, Éric viu a Melun, al departament francès de Sena i Marne, amb la seva esposa i una filla. Éric té una gran activitat a les xarxes socials, juntament amb altres activistes com Maxime Nicolle i Priscillia Ludosky.